# Carlos Beltrán
Carlos Iván Beltrán, född den 24 april 1977 i Manatí, är en puertoricansk före detta professionell basebollspelare som spelade 20 säsonger i Major League Baseball (MLB) 1998–2017. Beltrán var outfielder, främst centerfielder.
Beltrán spelade för Kansas City Royals (1998–2004), Houston Astros (2004), New York Mets (2005–2011), San Francisco Giants (2011), St. Louis Cardinals (2012–2013), New York Yankees (2014–2016), Texas Rangers (2016) och Houston Astros igen (2017). Han spelade totalt 2 586 matcher i MLB med ett slaggenomsnitt på 0,279, 435 homeruns och 1 587 RBI:s (inslagna poäng).
Bland Beltráns meriter kan nämnas att han vann World Series med Houston Astros 2017 och togs ut till nio all star-matcher. Vidare utsågs han till Rookie of the Year i American League under hans första hela säsong 1999 samt vann tre Gold Glove Awards och två Silver Slugger Awards.
Beltrán representerade Puerto Rico vid World Baseball Classic 2006, 2009, 2013 och 2017. Vid de två sista turneringarna var han med och tog silver.
Beltrán meddelade i november 2017 att han avslutade spelarkarriären.
Beltrán utsågs till huvudtränare för New York Mets inför 2020 års säsong, men redan innan säsongen startade kom han överens med klubben om att avgå på grund av hans roll i den uppmärksammade skandalen där spelare i Houston Astros under 2017 års säsong ägnat sig åt att "stjäla" motståndarnas tecken som visar vilken typ av kast som motståndarnas pitcher ska kasta.